# Marta Ahrenstedt
Marta Ahrenstedt (ur. 29 lipca 1982) – szwedzka narciarka, specjalistka narciarstwa dowolnego. Zajęła 7. miejsce w half-pipe'ie na mistrzostwach świata w Ruka. Jak dotąd nie startowała na igrzyskach olimpijskich. Najlepsze wyniki w Pucharze Świata osiągnęła w sezonie 2007/2008, kiedy to zajęła 52. miejsce w klasyfikacji generalnej a w klasyfikacji half-pipe'a była szósta.

## Sukcesy

### Mistrzostwa Świata
| Miejsce | Dzień    | Rok  | Miejscowość | Konkurencja | Zwycięzca   |
| ------- | -------- | ---- | ----------- | ----------- | ----------- |
| 7.      | 17 marca | 2005 | Ruka        | Halfpipe    | Sarah Burke |

### Puchar Świata

#### Miejsca w klasyfikacji generalnej
- 2005/2006 – 63.
- 2007/2008 – 52.
- 2008/2009 – 88.

#### Miejsca na podium
1. Les Contamines – 15 stycznia 2006 (Halfpipe) – 3. miejsce